# 伊戈尔·普京
伊戈尔·亚历山德罗维奇·普京（羅馬化：Igor’ Aleksandrovich Putin；1953年3月30日—），俄罗斯商人、政治人物，原马斯特银行副董事长，现任俄罗斯总统弗拉基米尔·普京的堂弟。伊戈尔生于列宁格勒（今聖彼得堡）的一個军人家庭，父亲亚历山大是普京父亲之弟。伊戈尔出生后，全家从科夫罗夫迁往梁赞。
其子罗曼·普京也是一名商人。